# Джэксон (округ, Джорджия)
Джэ́ксон (англ. Jackson County) — округ штата Джорджия, США. Население округа на 2000 год составляло 41589 человек. Административный центр округа — город Джефферсон.

## История
Округ Джэксон основан в 1796 году.

## География
Округ занимает площадь 885,8 км².

## Демография
Согласно Бюро переписи населения США, в округе Джэксон в 2000 году проживало 41 589 человек. Плотность населения составляла 47 человек на квадратный километр.